# Heurne (Bronckhorst)
Pour les articles homonymes, voir Heurne.
Heurne est une localité des Pays-Bas qui fait partie de la région d’Achterhoek, communes de Bronckhorst et Berkelland.